# Kvinnohistoriskt museum
Kvinnohistoriskt museum är ett museum i Umeå specialiserat på kvinnohistoria och är det första i Sverige i sitt slag. Museet invigdes 22 november 2014 i kulturhuset Väven. Kvinnohistoriskt museum  är tänkt att ta upp frågor som kön och makt, identitet och historia.
Museets logotyp var tidigare XX som står för kromosomuppsättningen hos kvinnor.

## Historia
År 2010 lämnade vänsterpartisten Tamara Spiric in en motion i Umeå kommunfullmäktige med förslag om att inrätta ett kvinnohistoriskt museum och Fullmäktige beslutade i enlighet med motionen 29 november 2010. Tamara Spiric blev sammankallande i styrgruppen för inrättandet av museet och invigningstalade vid dess invigning 22 november 2014.
I september 2013 offentliggjordes att Maria Perstedt blir museichef. Perstedt är kulturhistoriker och har tidigare arbetat som utställningschef vid Dunkers kulturhus i Helsingborg, vid Sörmlands museum, Medicinhistoriska museet och Historiska museet.

## Vision
Museet uppgift är att "samla på och gestalta tidigare osynliggjorda berättelser, erfarenheter och minnen, och visa på maktrelationer mellan kvinnor och män förr och nu." Ambitionen är att skildra både historia och samtid och att lyfta fram förändringar i kvinnors situation, både globalt och lokalt.
Det Kvinnohistoriska museet skriver att deras vision är "att samla och lyfta fram okänd historia, förmedla ny kunskap och visa på alternativa perspektiv möjliggöra nya insikter och uppmuntra till handling." Målet sätts till att "bryta de normer och strukturer som begränsar kvinnors och mäns livsval och möjligheter".

## Första utställningar
Under museets invigning visades två utställningar. En ropande tystnad som enligt museet ska berätta om "idéer, normer och ideal kring kvinnors åldrande" och Rötter - en trasslig historia. En svart saga om makt & kön, historia & identitet.